# Zsoldos Xavér Ferenc
Zsoldos Xavér Ferenc Aurél (Pápa, 1743. december 9. – Pannonhalma, 1819. december 12.) benedekrendi áldozópap.

## Élete
1763. november 21-én tette le a szerzetesi fogadalmat. Teológiai tanulmányait Pannonhalmán végezte, 1770. május 20-án szentelték pappá. 1775–78-ban Tényőn, 1782–83-ban Kajáron működött mint lelkész, 1802-től Pannonhalmán volt házgondnok, 1805-től Varsányban, 1810-től Pannonhalmán lelkész, 1812-től Pápán házfőn, 1813-ban Pannonhalmán volt rendi lelkész.

## Művei
- A töredelmes szívű bűnösökért siránkozó és az ő híven tisztelő fiait és leányait vigasztaló szűz Máriának magasztalása. Sopron, 1781
- Preces quotidianae ad B. Virginem Mariam Thaumaturgam Dömölkiensem. Győr, 1781

Kéziratos munkái is vannak Pannonhalmán.